# Lucius Marius Perpetuus (Konsul 237)
Lucius Marius Perpetuus war ein im 3. Jahrhundert n. Chr. lebender Angehöriger des römischen Senatorenstandes.
Durch zwei Militärdiplome, die auf den 7. Januar 237 datiert sind, ist belegt, dass Perpetuus zusammen mit Lucius Mummius Felix Cornelianus 237 ordentlicher Konsul war.